# Partido Progresista de Canadá
El Partido Progresista de Canadá (en inglés Progressive Party of Canada) fue un partido político agrarista y de centroizquierda que existió entre 1920 y 1930. Aliado a los partidos agraristas provinciales conocidos como "Granjeros Unidos" con los cuales conformaba una sola bancada en el Parlamento de Canadá y vinculado a distintos movimientos laboristas, socialistas y sindicalistas de base, sin embargo, cercano a los liberales en el gobierno. Dio los votos necesarios como socio junior en varias coaliciones de gobierno a favor del Partido Liberal de Canadá. Debido a esto, se provocaron distintas fracturas entre la dirigencia federal y las asociaciones de base que criticaban a los liberales por defender intereses empresariales. Su mejor resultado electoral fue en las elecciones federales de Canadá de 1921 en las que fue el tercer partido más votado y la segunda mayor bancada en el Parlamento, pero a partir de esa fecha iniciaría su declive hasta desaparecer de la política canadiense.

## Resultados electorales
| Elección | Votos        | Porcentaje | Escaños | Diferencia |
| -------- | ------------ | ---------- | ------- | ---------- |
| 1921     | 658.976 (#3) | 21,09%     | 58/235  |            |
| 1925     | 266.319 (#3) | 8,45%      | 22/245  | 36         |
| 1926     | 128.060 (#3) | 8,45%      | 11/245  | 11         |
| 1930     | 70.822 (#3)  | 1,82%      | 3/245   | 8          |